# Stephen Cramer
Stephen Todd Cramer (* 24. Oktober 1984) ist ein ehemaliger US-amerikanischer Basketballspieler.

## Laufbahn
Cramer, dessen Vater Trainer war, spielte als Jugendlicher Basketball für die Schulmannschaft der Unionville-Sebewaing Area High School im US-Bundesstaat Michigan, gefolgt von vier Jahren am im selben Bundesstaat gelegenen Hope College. Für die der dritten NCAA-Division zugehörigen Hochschulmannschaft kam der 1,88 Meter große Aufbauspieler zwischen 2003 und 2007 auf 1455 Punkte. Nachdem er in der Saison 2006/07 im Schnitt 17 Punkte je Begegnung erzielt hatte, wurde Cramer Berufsbasketballspieler.
Cramer spielte zunächst für den deutschen Regionalligisten TB Weiden und war im Spieljahr 2007/08 mit 32,2 Punkten je Begegnung bester Korbschütze der 1. Regionalliga Südost. Er spielte auch zu Beginn der Saison 2008/09 für die Weidener Mannschaft, erzielte in sechs Begegnungen im Schnitt 34,5 Punkte und nahm im November 2008 ein Angebot aus der Slowakei an, stand dann beim Erstligisten Inter Bratislava unter Vertrag. Von 2009 bis 2011 spielte Cramer wieder in Deutschland, bei den Saar-Pfalz Braves in der 2. Bundesliga ProA. In der Saison 2009/10 kam Cramer in der 2. Bundesliga ProA auf einen Mittelwert von 7,2 Punkten (30 Einsätze), 2010/11 erzielte er in seinem letzten Profijahr in derselben Liga und für dieselbe Mannschaft im Schnitt 12,4 Punkte (28 Einsätze) und führte damit die Korbjägerliste der Saar-Pfalz Braves an.
Im Sommer 2011 beendete Cramer seine Profilaufbahn, um mit seiner Ehefrau dauerhaft in sein Heimatland zurückzukehren. Bereits während seiner Spielerzeit hatte Cramer in Deutschland Jugendmannschaften betreut und in Michigan in der Sommerpause Trainingsveranstaltungen für Jugendliche durchgeführt. Er baute diese Tätigkeit aus, arbeitete auch als Trainer von Schulmannschaften und gründete ein Unternehmen, mit dem er Trainingsinhalte, Trainerausbildungen und -betreuung anbietet.